# Trichoplusia
Trichoplusia – rodzaj motyli z rodziny sówkowatych i podrodziny błyszczek.
Motyle te mają głowę o szczecinowatych czułkach i drobnych głaszczkach wargowych, których człony środkowe są szerokie, a końcowe wąskie. Odwłok z pęczkami łusek na tergitach pierwszego i trzeciego segmentu, a u samca jeszcze z pęczkami długich łusek w częściach bocznych segmentów czwartego i piątego. Odnóża o goleniach bez kolców. U samic torebka kopulacyjna ma bardzo długi, dłuższy od odwłoka, taśmowaty przewód (ductus bursae) oraz wydłużony i zwężony wierzchołek korpusu, z którego wychodzi przewód nasienny (ductus seminalis). Samce mają rozszerzony i szeroko zaokrąglony kaudalny koniec walw.
Należą tu gatunki:
- Trichoplusia arachnoides Distant, 1901
- Trichoplusia aranea Hampson, 1909
- Trichoplusia cinnabarina Dufay, 1972
- Trichoplusia elacheia Dufay, 1972
- Trichoplusia glyceia Dufay, 1972
- Trichoplusia gromieri Dufay, 1975
- Trichoplusia lampra Dufay, 1968
- Trichoplusia ni (Hübner, 1803) – błyszczka ni
- Trichoplusia roseofasciata Carcasson, 1965
- Trichoplusia sogai Dufay, 1968